# 新西爾卡 (博爾赫拉德區)
46°28′25″N 29°11′34″E / 46.47361°N 29.19278°E
新西爾卡（烏克蘭語：Новосілка）是位於烏克蘭西南部的村莊，由敖德萨州博爾赫拉德區的博羅迪諾市鎮負責管轄。該村始建於1909年，面積0.32平方公里，海拔高度63米，2001年人口200，人口密度每平方公里625人。